# Ernst Otto Schlick
Ernst Otto Schlick (* 16. Juni 1840 in Grimma; † 10. April 1913 in Hamburg) war ein deutscher Schiffbauingenieur und Unternehmer, er begann sein Wirken in jungen Jahren mit der Gründung einer Werft in Dresden.

## Geschichte
1854 zog seine Familie von Grimma nach Dresden. Schlick wollte, seiner frühen technischen Begabung folgend, Schiffbauingenieur werden. Ab 1855 absolvierte er die Dresdener Polytechnische Schule und studierte ab 1858 an der Sächsischen Polytechnischen Schule in Dresden, der späteren Technische Hochschule. Hier absolvierte er eine maschinenbauliche Ausbildung, da es 1858 außer der Schiffbauschule in Grabow bei Stettin keine schiffbautechniche Hochschulausbildung gab.

### 1863 Werftgründung

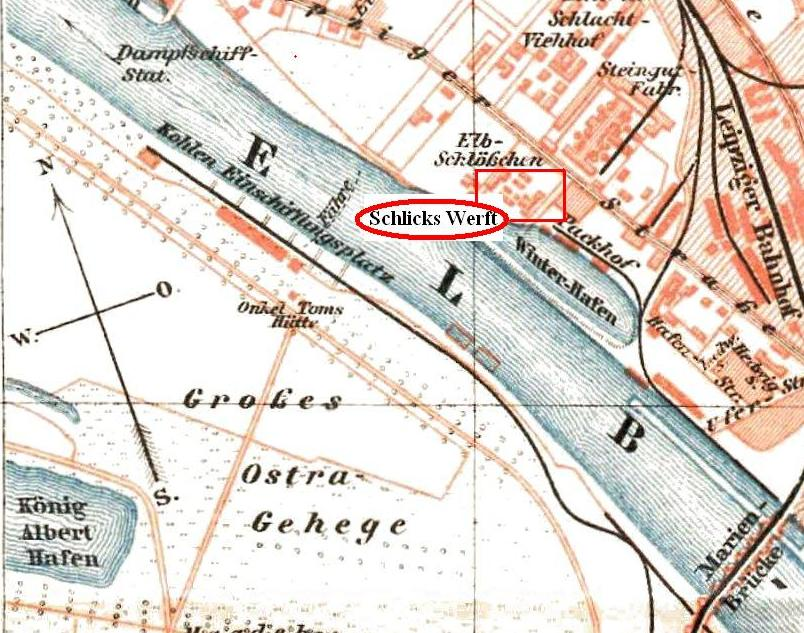
Kartenausschnitt mit Eintragung des Werftstandorts

Im Jahr 1863 stellte er einen Antrag, die Dresdener Bürgerrechte zu erwerben, weil er eine „Schiffbauwerkstätte“ in Dresden errichten wolle. Zur Eignung gab er an, dass er bereits während seines Studiums zwei Dampfboote für Carl Heine in Leipzig gebaut habe und ein drittes kurz vor der Fertigstellung stehe. Als weitere Begründung fügte er an, dass er bereits ein geeignetes Grundstück an der Elbe erworben habe und schon über die notwendige baupolizeiliche Genehmigung verfüge. Außerdem habe er von der Fischerinnung den Auftrag zum Bau einer Dampffähre erhalten. Da er noch nicht das für Geschäftsgründungen notwendige Alter von 24 Jahren erreicht hatte, bat er schriftlich um eine Ausnahmegenehmigung, der ein Empfehlungsschreiben des Direktors des Polytechnikums beilag.
Er erhielt die Genehmigung am 10. Februar 1864 und war handlungsfähig. Daraufhin gründete er 1864 seine Schiffswerft auf seinem rund 22.000 m² großen Grundstück, gelegen auf dem rechten Elbufer zwischen der Leipziger Straße und dem Neustädter Hafen in Neudorf, einem alten, 1866 eingemeindeten Dresdener Vorort. Die Werft spezialisierte sich auf den Bau von eisernen Flussdampfschiffen. Das Ufer hatte bereits die richtige Neigung zum Zu-Wasser-Lassen und Aufslippen von Schiffen und diente anfangs mit einfachen Gebäuden zum Bau der Schiffe. Im November 1864 bat Schlick die Stadtverwaltung um die Erweiterung auf den Maschinenbau sowie den Kesselbau seiner bisher nur auf den Schiffbau beschränkten Gewerbegenehmigung. Bald bekam er außer den Aufträgen über Schiffe und Schiffsmaschinen auch Aufträge Landdampfmaschinen und Transmissionen. Das Werftareal wurde zunehmend mit Werkstätten und Lagerschuppen sowie Magazinen umrandet, auch als Beamtenwohnhäuser bezeichnete Wohnstätten für das Leitungspersonal des Unternehmens kamen dazu.
1872 wandelte er sein Unternehmen in eine Aktiengesellschaft um, die Firma lautete statt Maschinen- und Schiffbauanstalt von Otto Schlick nun Sächsische Dampfschiffs- und Maschinenbauanstalt. 1873 wurde eine eigene Gießerei errichtet, die auch Fremdaufträge annahm und bald einen sehr guten Ruf genoss. Auf der Wiener Weltausstellung 1873 stellte das Unternehmen aus, es erhielt neben einer Medaille mehrere Aufträge und konnte einige der ausgestellten Maschinen, die Kesseldampfmaschine sowie die liegende Dampfmaschine direkt verkaufen.
1869 beendete Schlick die Arbeit auf seiner Werft und setzte einen Herrn Kellner als Werftleiter ein. Er ging nach Budapest zu Stabilimento Tecnico, eine der größten Werften Österreich-Ungarns, die auf zwei Hellingen größere Schiffe bauen konnte. 1875 wechselte er als Direktor zur Norddeutschen Werft nach Kiel. Ab 1892 war er Leiter des Büros Veritas in Hamburg. Nach zwölfjähriger Tätigkeit ab 1896 als Direktor des Germanischen Lloyds in Hamburg ging Schlick 1908 in den Ruhestand.
Otto Schlick wurde in der Familiengrabstätte auf dem Friedhof Ohlsdorf beigesetzt. Sie liegt im Planquadrat AG 25 gegenüber dem Fußgängereingang Kleine Horst. 1930 wurde im Hamburger Stadtteil Barmbek-Nord der Schlicksweg nach ihm benannt.

## Wirken
Bekannt wurde Schlick durch Forschungen zur Beseitigung von Schiffsschwingungen. Er entwickelte einen Massenausgleich für Schiffsmaschinen, der auf fast allen Postdampfern und Kriegsschiffen mit Kolbenmaschinen eingesetzt wurde. Eine weitere Entwicklung war der Schiffskreisel zur Verringerung von Schlingerbewegungen. Dieser Schiffskreisel wurde bei den Dampfern Seebär, Silvana und Lochiel zur Erprobung eingesetzt. In einem Schreiben an Arnold Sommerfeld beschrieb Schlick 1909 die prinzipielle Tauglichkeit, damit Schlingerbewegungen zu dämpfen, hielt aber die Erfindung für nicht verwertungsfähig, da der Apparat für größere Schiffe zu teuer würde. Er gab das Handbuch für den Eisenschiffbau heraus und berichtete vielfach vor Fachverbänden und in Fachzeitschriften über seine Untersuchungen auf dem Gebiet der Schiffsschwingungen.
Das an der Hochschule für Angewandte Wissenschaften Hamburg im Department Maschinenbau und Produktion stehende Modell zur Simulation von Schiffsschwingungen ist das Originalmodell, das Otto Schlick zur Untersuchung von Schiffsschwingungen Ende des 19. Jahrhunderts anfertigte. Der Schiffskörper wird durch eine elastische Planke modelliert. Die Federn, an denen die Planke aufgehängt ist, stellen den Auftrieb des Wassers dar. Die Federn sind an einem Rahmenwerk befestigt. Als Masse des Schiffskörpers dienen hier Gewichte, die leicht verschoben werden können. Die vorliegenden Gewichte sind nicht mehr original, sondern wurden durch baugleiche Ersatzgewichte ersetzt. Zur Ausführung von Untersuchungen dient eine Modellmaschine. Hier ist eine dreizylindrige Maschine zu sehen, deren Welle sich mit Hilfe einer Klemmvorrichtung in jedem beliebigen Kurbelwinkel einstellen lässt. Außerdem können die Pleuel- und Kolbenstangen an den äußeren Kurbeln entfernt werden, so dass das Modell eine ein- oder zweizylindrige Maschine darstellt. Schlick erwähnte 1894 in einem Artikel der Zeitschrift des Vereines Deutscher Ingenieure auch eine vierkurbelige Maschine, bei der sich ebenfalls die Kurbelwinkel beliebig einstellen lassen. Die Modellmaschine wird mittlerweile durch einen Motor angetrieben, ursprünglich geschah dies durch eine Kurbel.
Zur Entstehungen der Schwingungen schrieb Schlick in diesem Artikel:

„Bei der Umdrehung einer stehenden Schiffsmaschine entstehen nun freie Kräfte, die den Schiffskörper in regelmäßiger Wiederholung, abwechselnd nach oben und unten wirkend in Anspruch nehmen. Es sind das die Massenwirkungen der sich auf und ab bewegenden Maschinenteile. Sobald einer der Kolben mit der dazugehörigen Kolben- und Zugstange und dem Kreuzkopf nach oben geschleudert wird, entsteht ein Druck nach oben […]. Diese bei einer Dampfmaschine auftretenden Massendrücke sind nur abhängig von dem Gewicht der bewegten Massen und von der Größe der Beschleunigung, oder mit anderen Worten: bei einer gegebenen Maschine von der Anzahl der Umdrehungen. Diese Kräfte treten nun regelmäßig bei jeder Umdrehung der Maschine einmal auf […].“

Ende des 19. Jahrhunderts wurden vermehrt große Schnelldampfer gebaut, die durch ihre Länge und die geringere Masse eine Herabsetzung der Eigenfrequenz des Schiffskörpers zur Folge hatten. Die Schiffsmaschinen konnten aus technischen Gründen die Drehzahl von 100 Umdrehungen pro Minute nicht überschreiten. Die Frequenz der auftretenden Massenkräfte der Maschine, die den Schiffskörper zu Schwingungen erregen, lagen dadurch sehr nah beieinander oder waren unter Umständen sogar gleich groß. Dies führte oft zu Strukturschäden und beeinträchtigte den Komfort der Passagiere oder der Besatzung.

## Schriften
- William Henry White (aus dem Englischen übersetzt von Otto Schlick und A. van Hüllen): Handbuch für den Schiffbau zum Gebrauche für Officiere der Kriegs- und Handelsmarine, für Schiffbauer und Rheder. Verlag von Arthur Felix, Leipzig 1879.
- Handbuch für den Eisenschiffbau. Darstellung der beim Bau eiserner und stählerner Handelsschiffe üblichen Constructionen. Zum Gebrauch für Schiffbau-Techniker, Kapitäne, Schiffs-Inspectoren, Bau-Beaufsichtigende. (mehrbändig) Verlag von Arthur Felix, Leipzig 1888–1890.
- Atlas zum Handbuch für den Eisenschiffbau. Verlag von Arthur Felix, Leipzig 1888.
- Die Untersuchung der Vibrationserscheinungen von Dampfern. An einem Beispiel erläutert. Verlag von Arthur Felix, Leipzig 1903.